# Heinrich Köhler (Politiker, 1576)

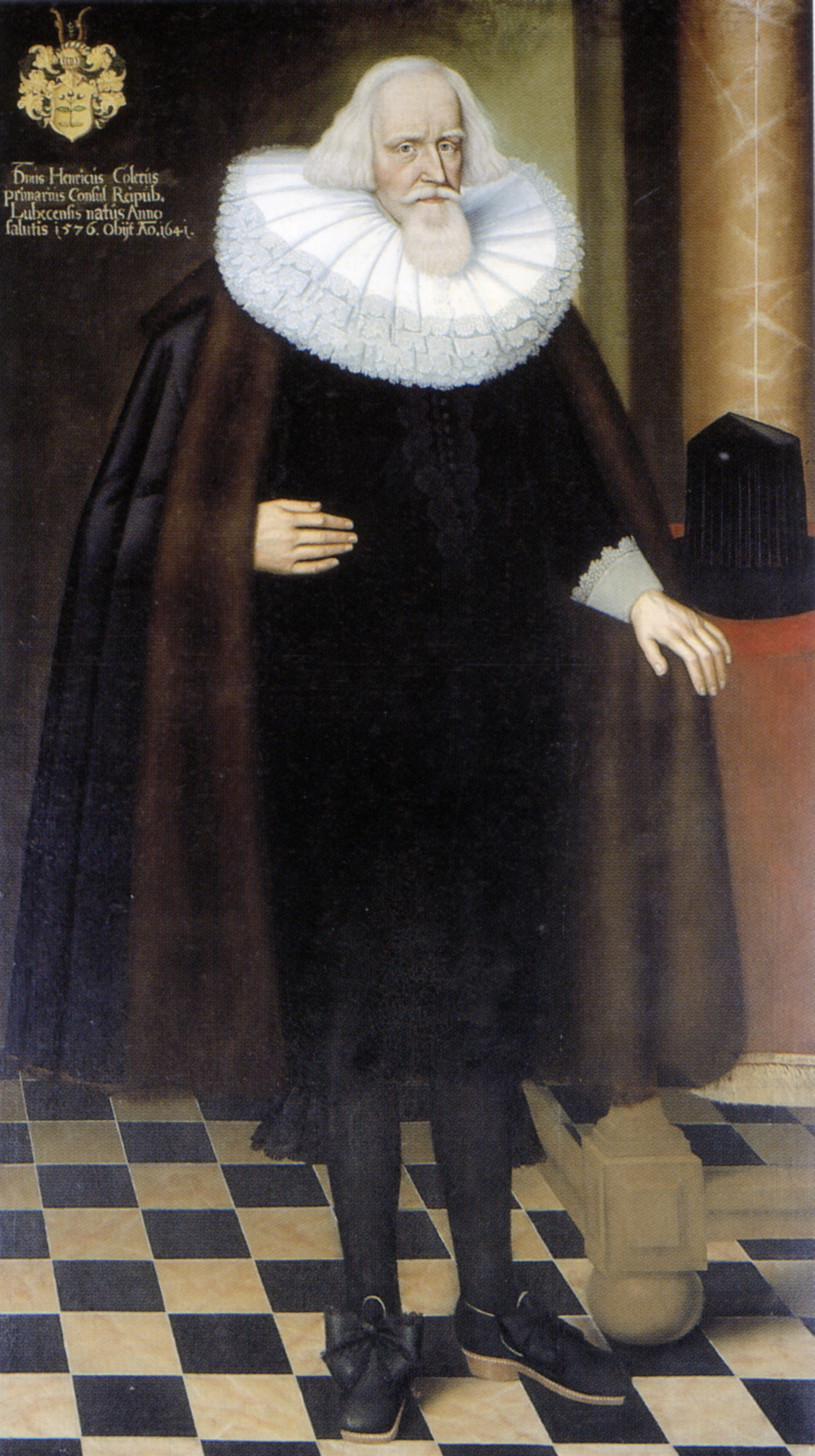
Heinrich Köhler, porträtiert von Michael Conrad Hirt

Heinrich Köhler (* 6. April 1576; † 27. März 1641 in Lübeck) war ein Bürgermeister der Hansestadt Lübeck.

## Leben
Köhler entstammte einer Lübecker Ratsfamilie, sein Großvater war der Lübecker Ratsherr Heinrich Köhler. Er studierte Rechtswissenschaften von 1594 bis 1598 an den Universitäten Rostock, Köln und Straßburg. Nach einer ersten Tätigkeit beim Reichskammergericht in Speyer bereiste er Italien, Frankreich und England. Danach schloss sich eine Tätigkeit als Rat bei Herzog Heinrich Julius von Braunschweig-Lüneburg an. Nach Lübeck zurückgekehrt wurde er 1617 in den Rat der Stadt gewählt und von diesem 1624 zum Bürgermeister bestimmt.
Köhler betätigte sich vornehmlich auf dem Gebiet der Reichs- und Außenpolitik der Stadt. Bereits im Jahr 1617 war er deren Gesandter bei Landgraf Moritz von Hessen-Kassel, 1618 in Dänemark, 1620 gemeinsam mit dem Bürgermeister Heinrich Brokes in Boitzenburg zu Vergleichsverhandlungen mit Herzog Christian von Braunschweig-Lüneburg, der einen Einfall in die Vierlande gemacht hatte, 1621 und 1623 beim Kreistag des Niedersächsischen Reichskreises. In die Zeit seiner Amtsführung fällt der Beitritt der Hansestädte zum Frieden von Prag (1635). Danach strebte Lübeck unter seiner Führung die Wiederaufnahme seiner Handelsaktivitäten an.
Köhler war mit einer Tochter des Ratsherrn Hieronymus Lüneburg verheiratet. Der Rektor des Katharineums Heinrich Bangert hielt ihm die lateinische Leichenrede. Sein Wappenepitaph hing an der Westwand der Marienkirche neben der Bergenfahrer-Kapelle. Es wurde 1942 zerstört. Auf ihn geht das als Armenhaus entstandene Kölerstift in der Aegidienstraße 65 zurück. Nach dem Tode folgte ihm sein Bruder Anton Köhler in den Rat nach.
Das von Michael Conrad Hirt geschaffene Porträt des Heinrich Köhler hängt in der Bürgermeister-Galerie des Lübecker Rathauses. Ein weiteres Porträt ist Bestandteil der Köhlerschen Ahnengalerie seines Bruders Anton.